# Бар'єр (ПТРК)
«Бар'єр» — протитанковий ракетний комплекс розробки київського КБ «Луч». Виробляється у м. Київ на ДАХК «Артем».
У ПТРК «Бар'єр» застосована напівавтоматична система наведення по променю лазера. Виявлення цілі і наведення забезпечується за допомогою оптичного та інфрачервоного прицілів, що дозволяє вести стрільбу в складних погодних умовах.

## Огляд

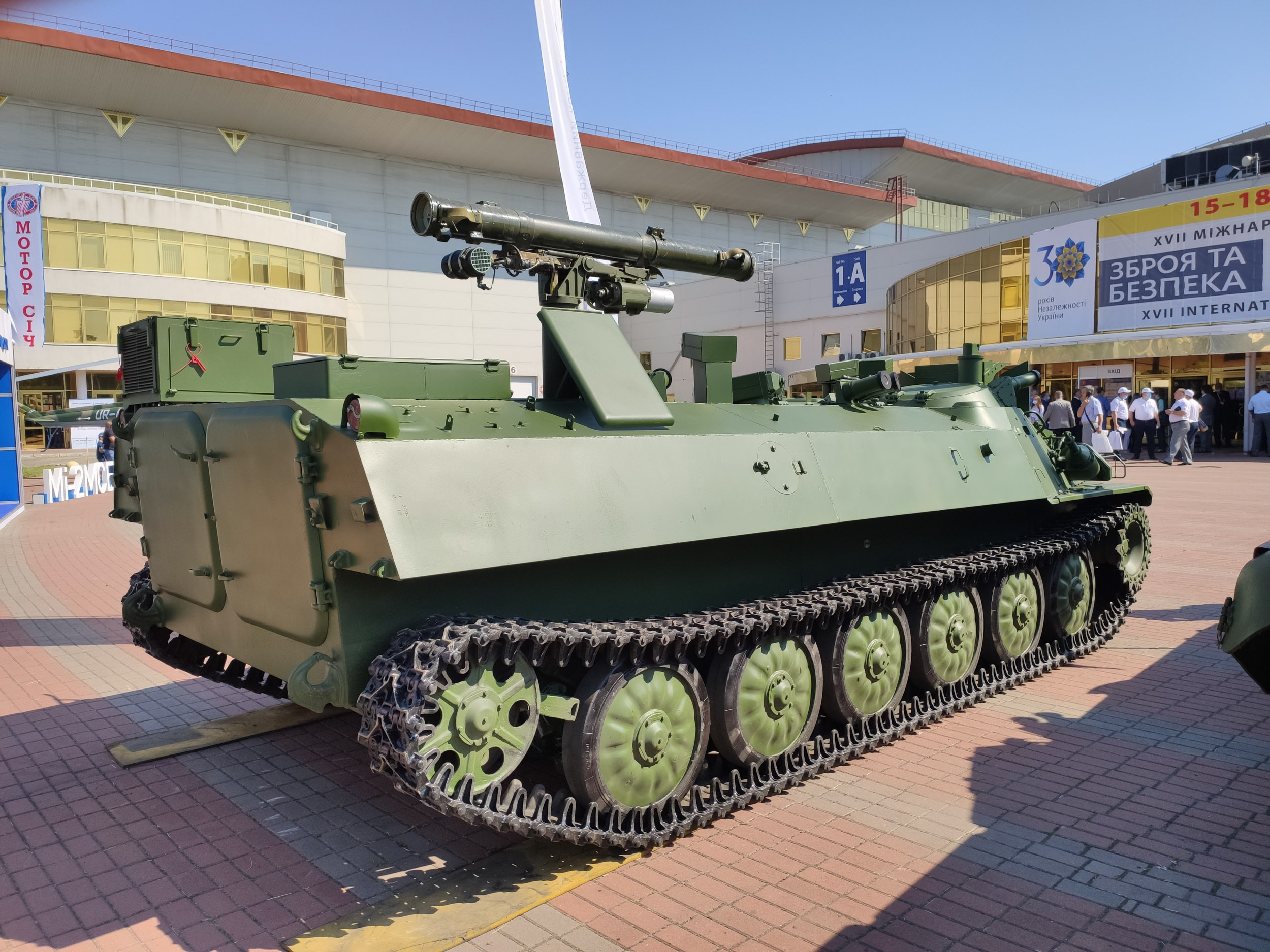
ПТРК «Бар'єр-С» для модернізації бойової машини «Штурм-С»

ПТРК «Бар'єр» використовує ракету Р-2, уніфіковану з ПТРК «Стугна-П». Довжина ракети становить 1270 мм, довжина контейнера з ракетою — 1360 мм, калібр ракети — 130 мм, вага — 16 кг. Бронебійність ПТКР Р-2 становить 800 мм за динамічним захистом. Також є версія ракети із осколково-фугасною БЧ.
Модуль ПМ-ЛКТ розроблений ДП НВК «Фотоприлад», та входить до складу комплексу 524Р, який встановлено на борту гелікоптера Мі-8МСБ-В та у перспективі може бути встановлено на гелікоптери Мі-2 та Мі-24.
Комплекс 524Р призначений для вирішення задач цілодобового огляду, виявлення, розпізнавання та автоматичного супроводу наземних та повітряних, рухомих та нерухомих цілей, а також для бойового застосування ракет РК-2В з борту гелікоптеру. Комплекс керованого озброєння 524Р з ракетою РК-2В забезпечує дальність виявлення цілі типу танк до 10 км, а сама ракета здатна вражати цілі на відстані до 7,5 км.

## Історія
2017 року впродовж 10-14 липня на аеродромі «Вознесенськ» та на полігоні «Широкий Лан» був проведений перший етап льотних випробувань з успішними пусками ракет по цілях що імітують танк, ДОТ противника. Восени 2018 року стало відомо про випробування гелікоптера типу Мі-8МСБ-В з оптико-електронним модулем для виявлення цілі та наведення ракети (ПМ-ЛКТ).
Очікується, що до кінця 2018 року комплекс 524Р буде прийнятий на озброєння української армії.
19 листопада 2018 підрозділи ВМС України в Азовському морі поблизу Бердянської коси провели бойові стрільби. У супроводі буксира «Корець» стрільби проводив малий броньований артилерійський катер (МБАК) «Кременчук», озброєний бойовими модулями «Катран-М». Вперше в Азовському морі був застосований протитанковий ракетний комплекс (ПТРК) «Бар'єр», який адаптований виробником до морських умов, комплекс успішно вразив всі мішені. Екіпаж отримав новий досвід застосування сучасних українських ПТРК на морі.

## Модифікації
- «Бар'єр» — мобільний ПТРК, призначений для установки на бронетехніку і бронекатери. Застосовується в українських бойових модулях, які встановлюються на БТР-3Е, БТР-4, БТР-7, українську модернізацію БМП-1У, колісний білоруський ПТРК «Каракал»[5] і т. д.
- «Бар'єр-В» — ПТРК, призначений для установки на модернізований вертоліт Мі-24; оснащений подовженою ракетою Р-2В; довжина пускового контейнера збільшена до 1917 мм; максимальна дальність стрільби становить 7500 м, система наведення — автоматична за лазерним променем з телевізійно-тепловізійним автосупроводженням цілі.

Входить до складу бойових модулів КАУ-30М (Катран-М), якими озброєні малі броньовані артилерійські катери проекту 58155 «Гюрза-М».
На основі ракети комплексу «Бар'єр» була створена ракета РК-2П для модернізованого комплексу «Штурм-С».

## Технічні характеристики
Технічні характеристики відповідають модифікації «Бар'єр» .
- Калібр: 130 мм[7]
- Стартова вага ракети:: 16 кг
- Вага контейнера з ракетою: 29,5 кг
- Вага приладу наведення: 14,6 кг
- Довжина контейнера: 1360 мм
- Дальність стрільби: 100 — 5000 м
- Швидкість ракети : приблизно 220 м/с
- Час польоту ракети на максимальну дальність: 23 c
- Тип БЧ: кумулятивна тандемна
- Бронепробивність: не менше 800 мм за ДЗ
- Система наведення: напівактивна (по лазерному променю)
- Температурний діапазон застосування: -40…+60ºС

## Бойове застосування
Станом на 2015 рік, ПТРК «Бар'єр», попри те, що був встановлений на нових БТР-3 і БТР-4, що діяли в зоні АТО, не використовувався.